# Olga Jakovleva
Olga Jakovleva, född den 15 december 1963 i Sankt Petersburg, dåvarande Sovjetunionen, är en sovjetisk basketspelare som var med och tog OS-brons 1988 i Seoul. 